# マット・ビオンディ
マット・ビオンディ（Matt Biondi, 1965年10月8日 - ）はアメリカ合衆国カリフォルニア州パロアルト出身のイタリア系アメリカ人男子競泳選手である。
複数の種目で世界トップに立ちミヒャエル・グロス（西ドイツ）、イアン・ソープ（オーストラリア）、マイケル・フェルプス（アメリカ）、ライアン・ロクテ（アメリカ）など並び万能型選手として全盛時には世界を席巻した。
ソウルオリンピックにおいて、50m、100m自由形及び400mリレー、800mリレー、400mメドレーリレーの5種目で金メダル、さらに100mバタフライで銀メダル、200m自由形で銅メダルの合計7個のメダルを獲得したが、続くバルセロナオリンピックでは、個人競技に関しては50m自由形の銀メダルのみであった。
元々は水球の選手である。
1988年、カリフォルニア大学の政治経済学部を卒業した。
引退後、多数のオファーに応じ全米を講演して廻ったが、現在はハワイ島のワイメアにあるパーカー校で数学の教員として暮らしているという。